# Doreen Sibanda
Doreen Sibanda là một nghệ sĩ, giám tuyển và quản trị viên nghệ thuật đáng chú ý ở Zimbabwe. Bà là Giám đốc điều hành của Phòng trưng bày Quốc gia của Zimbabwe  từ năm 2004.

## Lý lịch
Sinh ra ở Anh, có cha mẹ là người Jamaica, niềm đam mê nghệ thuật của bà đã tồn tại từ lâu trước khi bà trở thành quản trị viên hoặc họa sĩ, tuy nhiên cha mẹ bà đã phản đối việc bà chọn nghề giáo dục nghệ thuật. Doreen đã kết hôn với Tiến sĩ Misheck Sibanda.

## Sự nghiệp
Tác phẩm của Doreen đã được triển lãm ở một số quốc gia khác nhau như Cộng hòa Séc, Nga và Zimbabwe. Điều này dẫn di chuyển bà đến Zimbabwe trong 1981-1988, giả định một vai trò quan hành chính tại triển lãm Quốc gia Zimbabwe như Officer giáo dục đầu tiên.
Doreen Sibanda là tác giả và biên tập một số cuốn sách, bao gồm Điêu khắc đá của Zimbabwe: Một hồi tưởng, 1957-2004 , Khóa học giáo dục tích hợp giáo viên của Zimbabwe (1982) và Mawonero: Nghệ thuật hiện đại và đương đại ở Zimbabwe (2015).